# Brett Cooper (comentarista)
Brett Cooper (Bellingham, Washington, 12 de octubre de 2001) es una comentarista política, personalidad de los medios y actriz conservadora estadounidense. Es anfitriona del canal de YouTube “The Brett Cooper Show” que lanzó recientemente después de terminar su contrato con el Daily Wire (plataforma conservadora estadounidense). Su salido de esta plataforma estuvo plagada de controversias en relación a las razones que la provocaron  ya que la reemplazó en el antiguo show “The comments Section” (perteneciente al DW) su ex-mejor amiga y dama de honor en su matrimonio, Reagan Conrad, lo que provocó la ira de los fans. Se ha especulado sobre traición por parte de Reagan quien habría complotado para sacar a Brett y quedarse con su canal. Debido a que hay acuerdos de confidencialidad (NDA) de por medio, Brett no ha hecho comentarios ni ha dado su versión sobre el tema. 
De cualquier modo, su nuevo canal “ El Show de Brett Cooper” consiguió más de 1 millón de subscriptores en menos de 1 mes y su ascenso ha sido meteórico.

## Roles de actuación y primeros años
Cooper nació el 12 de octubre de 2001 en Bellingham, Washington.Se crio en Chattanooga, Tennessee, y cuando tenía 10 años se mudó a Los Ángeles, California, donde comenzó su carrera como actriz profesional.   Durante casi diez años, tuvo papeles en teatro, televisión y cine,  incluido un papel como extra en la película Parental Guidance de 2012. 
Ha escrito para la Fundación para la Educación Económica y fue embajadora de las organizaciones conservadoras PragerU y Turning Point USA.   

## The Comments Section with Brett Cooper
En enero de 2022, Cooper firmó con The Daily Wire para iniciar un nuevo podcast llamado The Comments Section con Brett Cooper.Según la sección "Acerca de" del canal de YouTube del programa, es un "programa de revisión de noticias y contenido viral".
En marzo de 2022, The Week describió el programa de Cooper como "con el objetivo de captar una audiencia de la Generación Z en TikTok y YouTube".  En marzo de 2023, la organización de vigilancia de medios sin fines de lucro Media Matters dijo que Cooper había "reproducido y elogiado" los insultos contra el influencer Dylan Mulvaney por parte de su colega del Daily Wire Matt Walsh, quien luego fue desmonetizado en YouTube por infringir las políticas de YouTube y las pautas amigables para los anunciantes.  
Según Rachel Leishman en The Mary Sue en octubre de 2023, "El tráiler del programa lo presenta como si ella estuviera leyendo comentarios y haciendo una declaración sobre lo que los 'izquierdistas' están diciendo o rechazando los ideales liberales, pero en realidad, ella simplemente elige un tema de conversación y comparte sus opiniones". 

## Vida personal
En octubre de 2023, Cooper se comprometió con Alex Tombul,  el fundador de una agencia de publicidad.Se casaron en abril de 2024. 